# Manuel Gräfe
Manuel Gräfe (* 21. September 1973 in West-Berlin) ist ein ehemaliger deutscher Fußballschiedsrichter.

## Leben
Im Alter von 17 Jahren legte Manuel Gräfe in Berlin seine Schiedsrichterprüfung ab. Damals spielte er selbst noch in der Jugendmannschaft von Rapide Wedding.
Gräfe ist seit 1999 DFB-Schiedsrichter für den Verein Hertha Zehlendorf. Seit 2001 leitet er Spiele der Zweiten Liga, seit 2004 Spiele der Bundesliga. Von 2007 bis 2018 pfiff er auch auf FIFA-Ebene. Seinen ersten Bundesligaeinsatz hatte er am 12. September 2004 bei der Begegnung Hannover 96 gegen den SC Freiburg. Seine erste internationale Partie war die Begegnung RC Lens gegen Tschornomorez Odessa am 28. Juli 2007.
Gräfe gehörte zu den Berliner Schiedsrichtern um Lutz Michael Fröhlich, die mit ihrer Anzeige beim DFB den Fußball-Wettskandal 2005 ins Rollen brachten. Seit 2000 leitet er eine von 13 Berliner Schiedsrichtergruppen, die Schiedsrichter-Lehrgemeinschaft Zehlendorf/Steglitz. In der Saison 2010/11 wurde Manuel Gräfe vom Deutschen Fußball-Bund (DFB) als Schiedsrichter des Jahres ausgezeichnet. Am 1. Juni 2013 leitete er das Pokalfinale zwischen Bayern München und dem VfB Stuttgart im Berliner Olympiastadion.
Im Juli 2017 zeichnete das Fachmagazin 11Freunde Gräfe als besten Schiedsrichter der Saison 2016/17 aus. Im August 2017 erregte er mediale Aufmerksamkeit, als er seinen Vorgesetzten Herbert Fandel und Hellmut Krug Mauschelei und Intransparenz bei der Schiedsrichterauswahl vorwarf. In der Folge drohte der DFB Gräfe mit vorzeitigem Karriereende, sollte er sich noch einmal ohne Rücksprache in der Presse äußern. Zudem wird Gräfe – anders als weitere Ex-Schiedsrichter – nicht als Video-Assistent eingesetzt.
Im September 2018 gab der DFB bekannt, dass Manuel Gräfe zum Jahr 2019 altersbedingt als FIFA-Schiedsrichter ausscheidet; für ihn rückte Sascha Stegemann nach. Gräfe leitete elf Jahre lang internationale Spiele, darunter 26 Europa-League- und 6 UEFA-Champions-League-Begegnungen.
Mit der Partie Borussia Dortmund gegen Bayer 04 Leverkusen endete am 22. Mai 2021 Gräfes Karriere wegen der Altersgrenze von 47 Jahren. Gräfe gab im Juli 2021 bekannt, mit dem Verweis auf Altersdiskriminierung gegen die Versetzung in den Ruhestand zu klagen. Das Landgericht Frankfurt am Main urteilte im Januar 2023, dass der DFB künftig Schiedsrichter nicht mehr wegen ihres Alters von der Liste streichen dürfe. Ihm wurde eine Entschädigung von 48.500 Euro zugesprochen, allerdings hat Gräfe keinen Anspruch mehr darauf, wieder auf die DFB-Liste zu kommen.
Insbesondere im Rahmen der Fußball-Europameisterschaft 2024 äußerte Gräfe wiederholt Kritik an dem deutschen Schiedsrichter Felix Zwayer; dessen Ansetzung für das Halbfinale zwischen den Niederlanden und England bezeichnete Gräfe als „unverantwortlich“ und „ein Wahnsinn“. Bereits im Hinblick auf die Ansetzung Zwayers für die Vorrundenpartie zwischen Italien und Albanien war Gräfe der Ansicht, dies werde „als große Schande in die glorreiche Geschichte der deutschen Schiedsrichter der letzten Jahrzehnte eingehen“. Die wiederholt geäußerte Kritik Gräfes an der Person Zwayers bezeichnete der Geschäftsführer Sport und Kommunikation der DFB Schiri GmbH Knut Kircher als „persönliche Verbitterungsstörung“.
Seit Sommer 2025  ist Gräfe Schiedsrichter-Experte der Bild-Zeitung rund um Schiedsrichterentscheidungen der 1. und 2. Bundesliga.
Manuel Gräfe, von Beruf Sportwissenschaftler, lebt in Berlin.

## Trivia
Der Argentinier David Abraham in Diensten von Eintracht Frankfurt tauschte nach seinem letzten Profi-Einsatz im Ligaspiel gegen den FC Schalke 04 (3:1) am 17. Januar 2021 sein Trikot mit Gräfe.
Während der Fußball-Europameisterschaft 2021 und 2024 war er als Schiedsrichter-Experte für das ZDF tätig.